# Eurocopter X3
Eurocopter X3 – eksperymentalny śmigłowiec hybrydowy produkcji Airbus Helicopters. Maszyna została wybudowana w oparciu o istniejący już model Eurocopter AS365N3 Dauphin. Celem budowy śmigłowca było uzyskanie prędkości lotu niedostępnych dla klasycznych wiropłatów. 7 czerwca 2013 roku X3 w locie poziomym osiągnął prędkość 472 km/h i 485 km/h w płytkim locie nurkowym, co jest nieoficjalnym rekordem świata dla śmigłowców.

## Historia

### Geneza
Od lat trwają pracę nad zwiększeniem możliwości śmigłowców w zakresie osiągania dużych prędkości lotu poziomego. W praktyce, bez dodatkowych modyfikacji śmigłowce są w stanie osiągnąć prędkość maksymalną rzędu 300 km/h. Prędkość lotu poziomego zależy od dwóch czynników, od prędkości obrotowej łopat wirnika głównego oraz od jego powierzchni czyli długości łopat. Instalując mocniejsze silniki, a tym samym zwiększając prędkość obrotową wirnika oraz montując dłuższe łopaty można zwiększać prędkość śmigłowca. Nie można jednak tego robić w nieskończoność. Obydwa parametry mają swoje ograniczenia. Wraz ze wzrostem prędkości obrotu głowicy wirnika głównego, wzrasta siła odśrodkowa działająca na łopaty wirnika i elementy mocujące je do głowicy wirnika. Wirnik główny jest elementem tworzącym siłę nośną, ale również ją niwelującym. Przy dużych prędkościach cofająca się łopata wirnika głównego (obracająca się w kierunku przeciwnym do lotu śmigłowca) ma tendencję do przeciągnięcia. Końcówki szybko obracających się łopat często osiągają prędkości poddźwiękowe, powodując duży spadek sprawności łopaty, a po przekroczeniu prędkości dźwięku następuje gwałtowny wzrost oporu i spadek siły nośnej. Od lat 60. ubiegłego wieku trwały prace nad zwiększeniem prędkości poziomej śmigłowców. Jednym z zastosowanych rozwiązań było zainstalowanie w maszynie niewielkich skrzydeł, odciążających wirnik przy dużej prędkości, a tym samym pozwalających na zmniejszenie jego obrotów. Rozwiązanie takie nie zapewnia jednak znacznego przyrostu prędkości poziomej. Zdecydowanie bardziej efektywne okazało się być zainstalowanie dodatkowego napędu przeznaczonego do generowania mocy wykorzystywanej w locie poziomym i skrzydeł odciążających wirnik główny. Dodatkowy napęd w formie śmigła pchającego zainstalowanego na końcu belki ogonowej wykorzystano w konstrukcji Lockheed AH-56 Cheyenne. Śmigło zamontowane prostopadle do osi kadłuba, pełniące rolę śmigła pchającego, umożliwiającego osiąganie w locie dużej prędkości maksymalnej. Równolegle ze śmigłem pchającym, w konstrukcji AH-56 zastosowano również klasyczne śmigło ogonowe, kompensujące moment obrotowy. Z kolei w niezrealizowanym projekcie S-66 firmy Sikorsky, zamierzano zastosować pojedyncze śmigło ogonowe, zainstalowane na specjalnym przegubie, który podczas przechodzenia do lotu z dużą prędkością, odchylałby śmigło o 90° i w takim położeniu, pełniłoby ono rolę śmigła pchającego. Nieprzestawialne śmigło ogonowe zastosowano w śmigłowcach Piasecki 16H Pathfinder czy Piasecki X-49. Zamiast śmigła pchającego, konstruktorzy sięgnęli również po silniki odrzutowe. Takie rozwiązanie zastosowane w śmigłowcu Bell 533, Kaman Compound Seasprite, Lockheed XH-51A Compound, Sikorsky NH-3A czy dwuwirnikowym Sikorsky S-69. Do koncepcji dwuwirnikowego śmigłowca ale z dodatkowym śmigłem pchającym Sikorsky  powrócił w swoim projekcie X2.

### Projekt

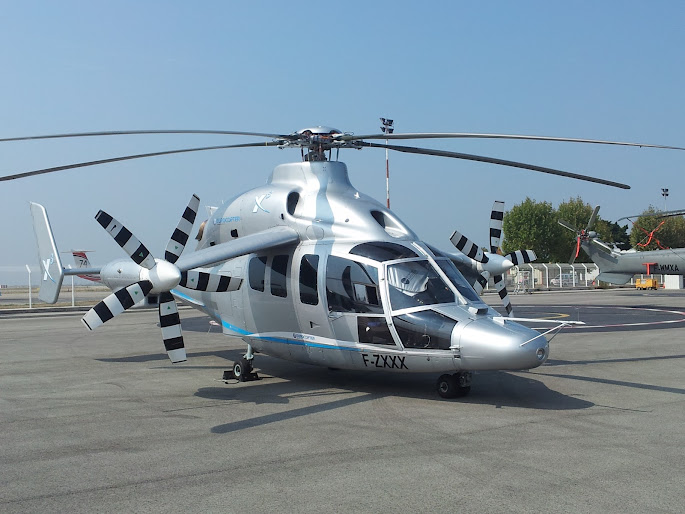
Eurocopter X3

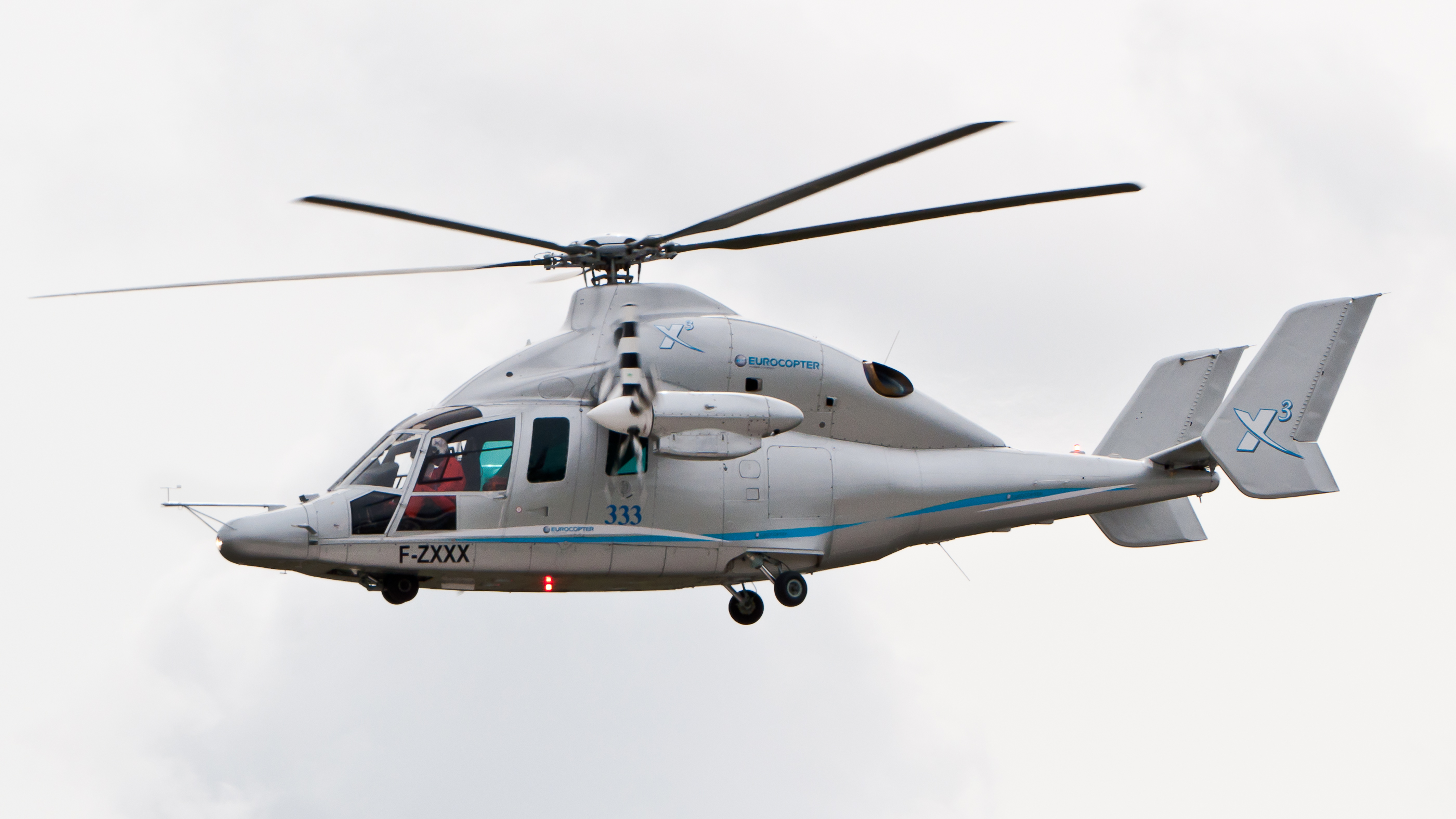
X3 podczas demonstracji na berlińskim Internationale Luft- und Raumfahrtausstellung Berlin

Inaczej do zagadnienia podeszli konstruktorzy europejscy. Prace nad nową maszyną rozpoczęły się w styczniu 2007 roku. Ich pomysłodawcą był francuski inżynier z Działu Innowacji firmy Eurocopter (obecnie Airbus Helicopters) Philippe Roesch. Idea rozwiązania, które zaproponował Roesch, opierała się na zrezygnowaniu z tylnego śmigła ogonowego, które wytwarza jałowy ciąg skierowany w bok śmigłowca, nieprzydatny w locie na wprost z dużą prędkością, i zastąpieniu go dwoma śmigłami, umieszczonymi po obydwu stronach kadłuba, wytwarzającymi ciąg do przodu. Dzięki takiemu rozwiązaniu, symetrycznie umieszczono śmigieł po obydwu stronach kadłuba, przy czym jedno ze śmigieł pracuje na większych kątach natarcia, a drugie na mniejszych. W ten sposób z jednej strony obydwa wirniki wytwarzają ciąg potrzebny do uzyskania dużej prędkości w locie postępowym, a z drugiej strony przeciwdziałają reakcji kadłuba na obracający się wirnik główny, tak samo jak umieszczone klasycznie z tyłu śmigło ogonowe. Po akceptacji pomysłu francuskiego inżyniera ruszyła budowa prototypu, który oparto o istniejącą konstrukcję śmigłowca AS365N3 Dauphin. Na końcach skrzydeł o ujemnym wzniosie, umieszczonych po obydwu stronach kadłuba zainstalowano śmigła, napędzane tymi samymi silnikami co wirnik główny, dwoma jednostkami Rolls-Royce Turbomeca RTM322-01/9a. Moc silników przenoszona jest na śmigła poprzez system wałów i przekładni planetarnych różnicujących moc w zależności od potrzeb. Zmodernizowany, pięciołopatowy wirnik główny pochodzi ze śmigłowca EC155. Zamiast śmigła ogonowego zainstalowano klasyczne usterzenie poziome z dwoma statecznikami pionowymi i sterami kierunku. Główną przekładnie pozyskano z maszyny Airbus Helicopters H175. W pracach projektowych nad maszyną, obok zespołu Eurocoptera, brali udział również naukowcy z Instytutu Maszyn Przepływowych Politechniki Łódzkiej. Naukowcy z Politechniki brali udział w pracach nad śmigłami aparatu, integracją silnika, zaprojektowali wloty powietrza do silników.

## Próby w locie
6 września 2010 roku prototypowa maszyna z rejestracją F-ZXXX, pilotowana przez Hervé Jammayraca, wzniosła się do swojego dziewiczego lotu. W 2012 roku ukończony prototyp odbył szereg lotów na terenie Stanów Zjednoczonych. Za sterami maszyny zasiadali amerykańscy przedstawiciele służb porządkowych, sił zbrojnych jak również piloci cywilni. Podczas pobytu w USA śmigłowiec wykonał ogółem 199 lotów trwających 155 godzin. W celu uzyskania jak największej prędkości lotu, dopracowano sylwetkę aerodynamiczną śmigłowca. Osłonięto owiewkami podwozie oraz piastę wirnika nośnego. 7 czerwca 2013 roku śmigłowiec osiągnął największą prędkość w locie poziomym wynoszącą 472 km/h. Kilka dni wcześniej, podczas płytkiego lotu nurkowego, maszyna osiągnęła prędkość 487 km/h, tym samym bijąc dotychczasowy rekord prędkości dla śmigłowców bez dodatkowego napędu (boczne śmigła napędzane są przez te same silniki co wirnik główny). Program badań w locie X3 został zakończony w 2014 roku, a jedyny egzemplarz przekazano do Muzeum Lotnictwa i Astronautyki Le Bourget. Doświadczenia zdobyte przy projektowaniu i badaniach w locie śmigłowca X3 są wykorzystywane nad kolejną wersją maszyny z podobnym układem napędowym Airbusa, śmigłowcem Clean Sky 2.
W styczniu 2013 roku podlegające US Army centrum badań i rozwoju systemów lotniczych i rakietowych (AMRDEC - Aviation and Missile Research, Development, and Engineering Center), mieszczące się w Redstone Arsenal, zaprosiła do udziału w pierwszej fazie programu Joint Multi-Role (JMR - wspólna platforma wielozadaniowa) potencjalnych wykonawców do zgłaszania swoich projektów. Program JMR jest pilotażowym programem większego projektu Future Vertical Lift (FVL - przyszły transport pionowy). Jego celem jest zaprojektowanie i budowa maszyny pionowego startu i lądowania, która swoimi osiągami będzie znacznie przewyższać obecnie używane śmigłowce Sikorsky UH-60 Black Hawk, Boeing CH-47 Chinook i Boeing AH-64 Apache a w przyszłości jej wersje je zastąpią. Wśród zgłoszonych propozycji znalazła się między innymi konstrukcja X3, którą zgłosiła amerykańska filia Airbus Helicopters, EADS North America. Pod koniec tego samego roku Airbus wycofał się z projektu, oficjalnie motywując swoje stanowisko brakiem zgody na transfer technologii do Stanów Zjednoczonych, nieoficjalnie, uznaniem, iż X3 nie sprosta wymaganiom stawianym przez projekt.